# 6e bataillon de communication (États-Unis)
Pour les articles homonymes, voir 6e bataillon.
Le 6e bataillon de communications (6th Communication Battalion / 6th Comm) est un bataillon des communications du United States Marine Corps. Il fait partie du Groupe de quartier général de la Force de réserve des Marines. L'unité est basée à Floyd Bennett Field, Brooklyn, New York et à Farmingdale, New York. L'unité est spécialisée dans les communications et est formée pour fournir des services de radio, de cyber, de câblage / commutation et de transmissions par satellite pour soutenir les Forces expéditionnaires des Marines (MEF). Le 6e bataillon de communication dessert également la communauté environnante de New York en exécutant le programme Toys for Tots dans la région de New York et de Long Island, en assistant à des défilés et à des services commémoratifs, et en fournissant un soutien pour diverses autres activités communautaires qui pourraient survenir. 

## Mission
La mission du 6e bataillon de communication est de: 
 Fournir un soutien en matière de communication au Groupe de quartier général de la Force expéditionnaire des Marines (MEF) ou à un élément de commandement de la Force opérationnelle interarmées (JTF) lorsque cela est demandé. De plus, fournir un soutien par satellite des forces mobiles terrestres au Groupe du quartier général de la Force dans la conduite de sa mission, selon les directives. 

## Histoire

### Les premières années
Le 6e bataillon de communication a été activé le 15 mai 1957 à Fort Schuyler, Bronx, New York, en tant que 1er bataillon de soutien à la communication et a été renommé le 1er juillet 1962 en tant que 6e bataillon de communication. Le bataillon a été appelé au service actif en mars 1970 pour servir dans la grève postale américaine de 1970. 

### Des années 1990 à aujourd'hui
Le bataillon a participé à l'appui à l'opération Desert Storm en Asie du Sud-Ouest de décembre 1990 à avril 199. Il a déménagé en juillet 1997 à Floyd Bennett Field, Brooklyn, New York. À la suite des attaques du 11 septembre 2001, de nombreux 6e Comm Marines se sont portés volontaires pour l'opération Rainbow Hope, organisée par la milice navale de l'État de New York . Cette opération, qui comprenait également des membres d'autres unités de réserve locales, a assuré la sécurité des ponts, des tunnels de la région métropolitaine de New York, de la résidence du maire, des points de distribution de secours, de Ground Zero et d'autres zones cibles potentielles. Pendant l'opération, un certain nombre de bénévoles de Rainbow Hope ont été cantonnés sur Governor's Island. L'ensemble du bataillon a été mobilisé en 2003 pour soutenir l'opération Enduring Freedom. Ils ont participé à l'opération Iraqi Freedom de mars à juin 2003. Après son retour à New York, l'unité a été démobilisée en septembre 2003. Des éléments du bataillon se sont à nouveau mobilisés et déployés en appui des opérations Iraqi Freedom et Enduring Freedom depuis juin 2004 jusqu'à aujourd'hui. 

### Victimes du 11 septembre 2001
Deux Marines de l'unité ont été tués lors des attaques du 11 septembre contre le World Trade Center à New York. Les Marines étaient le sergent d'artillerie Mathew Garvey, un pompier de la compagnie 1 du service d'incendie de la ville de New York et le sergent-major Michael Curtin, un officier de l'unité spéciale de la police de New-York. 

## Décorations de l'unité
Une citation ou une mention élogieuse est une décoration décernée à une organisation pour l'action citée. Les membres de l'unité qui ont participé à ces actions sont autorisés à porter sur leur uniforme la citation de l'unité attribuée. 6th Comm a reçu les prix suivants: 
| Ruban | Prix unitaire                                                         |
|       | Presidential Unit Citation                                            |
|       | Meritorious Unit Commendation                                         |
|       | Médaille du service de la Défense nationale avec une étoile de bronze |
|       | Médaille expéditionnaire de la guerre mondiale contre le terrorisme   |
|       | Médaille de la guerre mondiale contre le terrorisme                   |
|       | Médaille du service humanitaire                                       |

## Marines notables
- L'ancien commissaire de la ville de New York, Raymond Kelly[1]

## Voir également